# 682
Раннє Середньовіччя. Триває чума Юстиніана. У Східній Римській імперії триває правління Костянтина IV. Більшу частину території Італії займає Лангобардське королівство, деякі області належать Візантії. Франкське королівство розділене між правителями з династії Меровінгів. Іберію займає Вестготське королівство. В Англії триває період гептархії. Авари та слов'яни утвердилися на Балканах. Центр Аварського каганату лежить у Паннонії. Існують слов'янські держави: Карантанія та Перше Болгарське царство.
Омеядський халіфат займає Аравійський півострів, Сирія, Палестина, Персія, Єгипет, частина Північної Африки. У Китаї триває правління династії Тан. Індія роздроблена. У Японії триває період Ямато. Хазарський каганат підпорядкував собі кочові народи на великій степовій території між Азовським морем та Аралом. Відновився Тюркський каганат.
На території лісостепової України в VII столітті виділяють пеньківську й празьку археологічні культури. У VII столітті тривало швидке розселення слов'ян. У Північному Причорномор'ї співіснують різні кочові племена, зокрема булгари, хозари, алани, авари, тюрки.

## Події
- Триває арабське завоювання Магрибу. Арабські війська, здобуваючи перемоги над берберами та візантійцями, добралися до Атлантичного океану.
- Ельтеріша обрано каганом Тюркського каганату.
- У столицях Танського Китаю Чан'яні та Лояні через збіг стихійних лих: повеней, посух, сарани, епідемії, розпочався масовий голод.
- У Британії епідемія чуми[1].
- Розпочався понтифікат Лева II.

## Виноски
1. ↑  Revue historique, par Gabriel Monod, Charles Bémont, Sébastien Charléty, Pierre Renouvin Presses universitaires de France, 1999